# Roussette d'Amboine
Pteropus chrysoproctus
Statut de conservation UICN

 LC  : Préoccupation mineure
Statut CITES
La Roussette d'Amboine (Pteropus chrysoproctus) est une espèce de chauve-souris de la famille des Pteropodidae. On la trouve dans les forêts en dessous de 250 m d'altitude) des îles de Céram (dont dans le parc national de Manusela), Buru et Ambon qui font partie de l'archipel des Moluques à l'est de l'Indonésie. Une autre espèce, Pteropus argentatus, était jusqu'à récemment considérée comme faisant partie de la même espèce. Son habitat a une superficie de moins de 20 000 km2 et est en baisse en raison de l'exploitation forestière. Pour cette raison, et à cause de la chasse par la population locale, ces espèces sont considérées comme quasi menacées par l'UICN depuis 1996.